# Prem Rawat

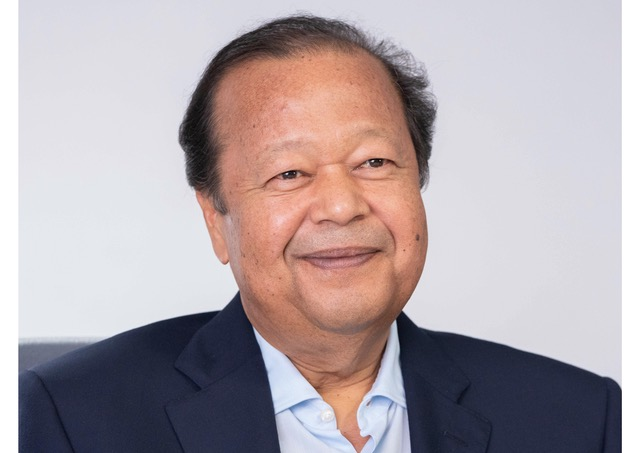
Prem Rawat

Prem Rawat (vollständig: Prem Pal Singh Rawat; * 10. Dezember 1957 in Kankhal, Indien) ist ein in den USA lebender internationaler spiritueller Lehrer, Friedenssprecher und Buchautor, der seit seinem 14. Lebensjahr auf weltweiten Vortragsreisen die Verwirklichung persönlichen Friedens durch die Anwendung von seinem Vater erlernter Meditationstechniken propagiert. Weitere Schwerpunkte seiner Arbeit sind internationale Friedenskonferenzen und -initiativen, edukative Internet-Plattformen sowie humanitäre Projekte. Seit 1971, als er erstmals eingeladen wurde, vor einem Publikum außerhalb Indiens über seine Friedensbotschaft zu sprechen, wurde er international mehrfach ausgezeichnet und als Folge davon im 21. Jahrhundert in den Medien häufig als „Botschafter des Friedens“ (Ambassador of Peace) bezeichnet.

## Leben

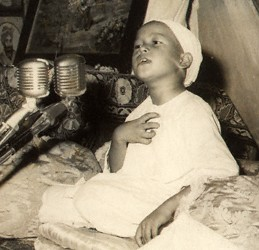
Prem Rawat im Alter von 8 Jahren nach dem Tod des Vaters Shri Hans Ji Maharaj (Juli 1966) in traditioneller Trauerkleidung und kahl rasiert.

Prem Rawat wurde am 10. Dezember 1957 im indischen Kankhal geboren, einer kleinen Ortschaft am Stadtrand von Haridwar am Ganges. Er wuchs in Dehradun im indischen Bundesstaat Uttar Pradesh auf, wo er zur Schule ging.
Nachdem er 1966 die Nachfolge seines verstorbenen Vaters angetreten hatte, wurde er gemäß einer in Indien traditionellen Anrede für einen geistigen Meister Guru Maharaj Ji genannt. Diesen Titel legte er in den 1980er Jahren ab. Heute wird er in der Öffentlichkeit Prem Rawat, von seinen Schülern auch Maharaji genannt. Prem Rawat, als Kind auch Balyogeshwar (etwa: geborener Beherrscher des Yoga) oder Sant Ji genannt, ist der jüngste der vier Söhne des Shri Hans Ji Maharaj. Dieser war ein religiös unabhängiger geistiger Lehrer und gründete 1960 die indische Divine Light Mission (DLM). Prem Rawats Mutter gehörte der hinduistischen Religion an. Prem Rawat besuchte, vor allem um Englisch zu lernen, auf Wunsch des Vaters die katholisch geführte Grundschule St. Joseph’s in Dehra Dun.

Nach dem Tod des Vaters 1966 wurde der damals achtjährige Prem Rawat als Nachfolger für die Führung der DLM anerkannt. Laut Prem Rawats Biografin Andrea Cagan gab es erhebliche innerfamiliäre Uneinigkeit hinsichtlich der Nachfolge. 1971 bereiste er mit 13 Jahren, ohne seine Familie und entgegen dem Wunsch seiner Mutter, Europa, die Vereinigten Staaten und Kanada, wo er u. a. Veranstaltungen in Los Angeles und Boulder, Colorado hielt. In Denver wurde ein Ableger der DLM gegründet, um weitere Touren und Veranstaltungen organisieren zu können. Prem Rawat wurde damals von seinen Schülern, von denen viele unter traditionellen Regeln in „Aschrams“ wohnten, als Perfect Master (Perfekter Meister) bezeichnet und verehrt (in Indien: Satguru). Er lehrt vier Konzentrationstechniken, welche eine Knowledge (Wissen) genannte innere Erfahrung ermöglichen sollen.

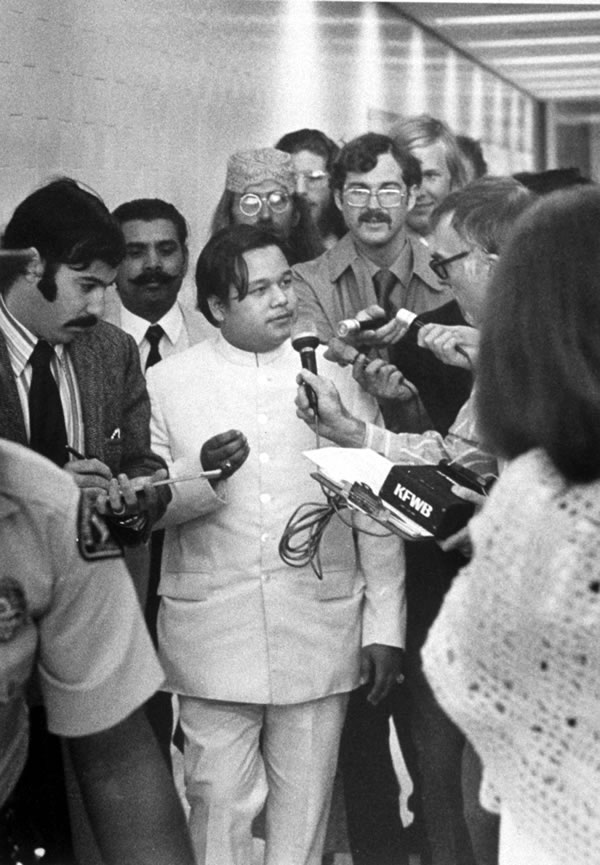
Flughafen Los Angeles, 17. Juli 1971. Prem Rawat landet erstmals in den USA, wo insbesondere sein kindliches Lebensalter (13) die Aufmerksamkeit der Medien erregte.

Im Jahr 1974 heiratete der sechzehn Jahre alte Prem Rawat die 25-jährige Marolyn Johnson, eine seiner ersten amerikanischen Schülerinnen, die zeitweise nach hinduistischer Sitte den Namen Durga Ji trug. Rawats Familie spaltete sich nach der Heirat endgültig. Die Mutter (Mata Ji) „setzte ihn wegen playboyhaften Lebenswandels ab“, enterbte ihn und kehrte mit zweien der drei Brüder nach Indien zurück, wo sie den ältesten, Satpal oder vormals Bal Bhagwan Ji, als Nachfolger von Shri Hans Ji Maharaj einsetzte. Die westlichen Schüler Prem Rawats stellten sich jedoch weitgehend einmütig hinter ihn und Rawat verbreitete seine Botschaft nunmehr unabhängig von familiären oder traditionellen Bindungen. Der indische Kontext seiner Mission trat zunehmend in den Hintergrund und die traditionsbehaftete DLM wurde zusammen mit den Aschrams aufgelöst. 1983 gründete er die Nachfolgeorganisationen Elan Vital, 2001 The Prem Rawat Foundation und 2008 Words of Peace Global. Auch in Indien hat er Schüler (Raj Vidya Kender).

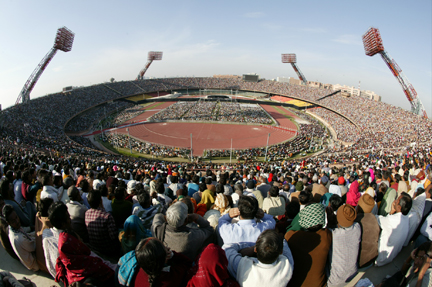
Mehr als 130.000 Personen kamen 2004 zu einer Veranstaltung ins Jawaharlal Nehru Stadium (Delhi).

Prem Rawat lebt in den USA und befindet sich die meiste Zeit auf internationalen Vortrags- und Ausbildungsreisen. Neben seinen Auftritten im Rahmen der Betreuung der Anhänger und Interessierten spricht er auch auf verschiedenen kulturellen und politischen Foren.

## Wirken
Prem Rawat spricht seit seinem vierten Lebensjahr auf öffentlichen Veranstaltungen, anfangs noch im Rahmen der Veranstaltungen seines Vaters. Die Teilnehmerzahlen sind unterschiedlich, zwischen einigen Hundert und mehreren Hunderttausend. Zwischen 1965, als seine Ansprachen erstmals aufgezeichnet wurden, bis zum Juli 2005 soll er laut Elan Vital bei 2.280 Veranstaltungen in über 50 Ländern und über 250 Städten gesprochen haben. Im Jahr 2005 habe er auf Veranstaltungen in vier Kontinenten ein Publikum von über 1,5 Millionen Zuhörern erreicht. Auf einer Vortragstournee in Indien und Nepal im April und Mai 2007 habe er über 3 Millionen Zuhörer gehabt. Seine Ansprachen werden in 70 Sprachen übersetzt und in über 80 Ländern empfangen.
Er hat weltweit ein vielfältiges Publikum aus allen Bereichen der Gesellschaft, von Bewohnern ländlicher Gegenden Indiens und Afrikas bis hin zu Führungspersönlichkeiten aus Verwaltung und Wirtschaft. Nach Angaben der Prem Rawat Foundation wird seine Botschaft gegenwärtig in 88 Ländern verbreitet, über Satellitenfernsehen, DVDs, Internet, MP3 und Druckerzeugnissen. Seine Vorträge („Open Access“, bzw. „Words of Peace“) werden frei ausgestrahlt in zahlreichen Fernsehkanälen, wie Canal Infinito in Südamerika, Channel 31 in Australien, Dish Network in den USA, ferner in Neuseeland, Fidschi und Taiwan. In Indien versammeln sich monatlich durchschnittlich 675.000 Menschen, die keine eigene Satelliten-Empfangsmöglichkeit haben, an gemeinschaftlichen Empfangsstellen. Dort werden 480 wöchentliche Übertragungen in 10 Sprachen angeboten. 2014 wurde Rawats Fernsehreihe Words of Peace, die von verschiedenen unabhängigen Gremien ausgezeichnet wurde, in 48 Sprachen und 50 Ländern übertragen. Mit der Ausbreitung des Internets stützt sich die Verbreitung zunehmend auch auf Internetportale (Rawats persönliche Webseite; 'Words of Peace').
2007 begann die von Rawat gegründete Prem-Rawat-Stiftung (The Prem Rawat Foundation, TPRF) ein erfolgreiches Friedens-Erziehungs-Programm (Peace Education Program, PEP) für Strafgefangene, welches z. B. 2012 an 28 Gefängnissen in 10 Ländern eingesetzt wurde, darunter USA, Süd-Afrika, Indien, Spanien, Irland und England. Ein aufsehenerregender Rückgang von Rückfälligkeit bei Kursteilnehmern wurde damit in Verbindung gebracht, nach Angaben von TPRF drei bis vier von 700 Programm-Teilnehmern nach 5 Jahren im Dominguez Staatsgefängnisses in San Antonio, Texas. 2015 gewann ein Dokumentarfilm über dieses Programm, 'Inside Peace' von Cynthia Fitzpatrick, bei sechs verschiedenen Filmfestivals eine Auszeichnung.
Im Rahmen seiner internationalen Lehrtätigkeit hielt er u. a. extrakurrikulare Vorträge an mehreren Universitäten. Darüber hinaus sprach er auf einer Reihe von Konferenzen zum Thema Frieden, so z. B. im Juni 2010 und im November 2011 auf Einladung des Vizepräsidenten des Europäischen Parlaments, Gianni Pittella im Haus des Europäischen Parlaments, Brüssel mit dem Titel: „Words of Peace Europe“. Anschließend unterschrieben Rawat und Pittella, sowie Repräsentanten öffentlicher und privater Institutionen und Organisationen ein Friedensgelöbnis („Pledge to Peace“). Darin verpflichteten sich die Unterzeichner, beim internationalen „Weltfriedenstag“, welcher von der UNO alljährlich am 21. September veranstaltet wird, über ihre Aktivitäten zur Förderung des Friedens zu berichten. Die Times Foundation, der The Times of India angehört, organisierte mit Rawats indischer Organisation Raj Vidya Kender im Februar 2014 das 1. Youth Peace Fest in Delhi, auf dem Rawat vor über 200.000 jungen Menschen als Hauptredner auftrat. Die als konservativ geltende The Times of India, größte englischsprachige Tageszeitung Indiens, druckte einen ausführlichen Bericht, außerdem gab es eine positive Reportage im angegliederten TV-Nachrichtenkanal Times Now.
Eine Biographie von Rawat, Frieden ist möglich von Andrea Cagan, erschien 2006 mit einem Vorwort von Emilio Colombo, einem ehemaligen Präsident des Europäischen Parlaments und früheren Premierminister von Italien. 2009 wurde Rawat zum „Botschafter des Friedens“ für die Region Basilikata in Italien ernannt und im September 2012 in Malaysia mit dem Asia Pacific Brands Foundation Lifetime Achievement Award ausgezeichnet, für seine „Beiträge bei der Verbreitung von globalem Frieden“.
Im Juni 2022 wurde Prem Rawat in Glastonbury (England) erstmalig mit dem 'Schlüssel von Avalon' („Key of Avalon“) in einer feierlichen Zeremonie im Rathaus vom Bürgermeister von Glastonbury geehrt, in Anerkennung seiner „fünfzigjährigen weltweiten Friedensarbeit“ und seiner „Dienste für die Menschheit“. Prem Rawat hatte mit 13 Jahren am 19. Juni 1971 auf dem damals noch jungen Musikfestival von Glastonbury unangekündigt seine erste internationale Ansprache gehalten.
Prem Rawat wird zweimal im Guinness Buch der Rekorde erwähnt: „Das größte Publikum für eine Buchlesung von einem einzelnen Autor wurde mit 114.702 Teilnehmern erreicht, von Prem Rawat (USA) in Lakhnau, Uttar Pradesh, Indien, am 2. April 2023. Der Autor las Kapitel 3 seines letzten Buches ‚Hear Yourself‘ in Hindi, vor einem zahlenden Publikum. Die Veranstaltung wurde abgehalten auf dem Mata Ramabai Ambedkar Maidan in Lakhnau.“
Ferner hält er den Guinness-Rekord für die größte Anzahl von Teilnehmern an einem Vortrag: Am 26. November 2023 besuchten 375.603 Teilnehmer seinen Vortrag über das Thema: „Den Wert des Lebens verstehen - Erkenne dich selbst“ in Gaya, Indien.

## Lehre
Die Lehre von Prem Rawat wird von Gelehrten in Verbindung gebracht mit bestimmten Erscheinungsformen verschiedener geistiger Strömungen, so zum Beispiel auf dem Hintergrund des Hinduismus mit Sant Mat, Radhasoami, Sat Guru (wahrer Meister) oder Avatar. So schrieb z. B. der evangelische Theologe Michael Mildenberger 1973 in der Zeitschrift Materialdienst der Evangelischen Zentralstelle für Weltanschauungsfragen, welche „zur christlichen Orientierung im religiösen und weltanschaulichen Pluralismus beitragen“ will: „Insgesamt scheint den Vorstellungen der Divine Light Mission am ehesten eine verwaschene und ins Universalistische gewandte Advaita-Philosophie zugrunde zu liegen. Also jene klassische hinduistische Überzeugung, nach der Brahman, der göttliche Urgrund allen Seins und Atman, der innerste Kern des Menschen, eins sind, und deren religiöses Streben danach geht, in der Erleuchtung dieser Einheit inne zu werden.“ Ron Geaves, in einem Aufsatz für das Journal of Alternative Spiritualities and New Age Studies, betont hingegen die ideologische und traditionelle Ungebundenheit und Souveränität in der Rolle des Meisters, auch Sant genannt. Er weist darauf hin, dass im Laufe der Geschichte immer wieder solitäre Gestalten (Sant) mit dem Anspruch auftreten, eine lebendige Erfahrung des innersten Wesens des Menschen zu offenbaren, ohne notwendigerweise auf bereits existierende Lehren, Traditionen, Philosophien oder Religionen zurückzugreifen. Beispiele aus der indischen Tradition: Kabir; Nanak; Mirabai, in der islamischen Tradition (Sufismus): Dschalal ad-Din ar-Rumi. Unveränderliches Merkmal vieler dieser Lehren ist die zentrale Rolle der besonderen Beziehung zwischen lebendem Meister und Schüler. Das veranlasste die EZW, Prem Rawat und seine Schüler als „Abkömmlinge bzw. Gruppen im weiteren Umfeld der Radhasoami-Tradition“ zu sehen. Der Professor für Religionswissenschaften Ron Geaves (2007) widerspricht dieser Auffassung jedoch im Artikel „From Totapuri to Maharaji: Reflections on a Lineage (Parampara)“.
Der Sant habe direkten Zugang zur höchsten Wahrheit und einer in allen Menschen angelegten inneren Quelle ständiger Freude und könne denselben Zugang auch seinen Schülern vermitteln. Das latent im menschlichen Bewusstsein strukturell angeborene Heiligkeitsideal (das Wissen) des Sant stehe jedem offen und transzendiere die Grenzen von Religionen und Kasten. Es müsse nicht geglaubt werden. Das Wissen sei einfach und erfordere keine Vorkenntnisse oder Sonderbegabung, sei jedoch ohne lebenden Meister nicht zu erreichen. Es manifestiere sich nur in der Interaktion zwischen Meister und Schüler. Phantasie und Vorstellungskraft wirken dabei eher begrenzend, fördernd sei hingegen die Bereitschaft zur Hingabe an das Wissen.
Sant-Meister seien nicht nur in Indien häufig als Reformer erstarrter religiöser Systeme in der Weltgeschichte aufgetreten. Aktuell repräsentiere Prem Rawat dieses Angebot erstmals auf globaler Ebene, wobei er selbst sich allerdings nicht explizit auf diese Tradition berufe, sondern auf seine persönliche Begabung.
Sein Thema ist das Erleben einer allen Menschen gemeinsamen universellen Bewusstseinsebene (des Wissens), aus der heraus die individuelle Erfahrung von Frieden und Erfüllung möglich sei. Ein soziales Zusammenleben in Frieden ergebe sich als Konsequenz dieses Wissens.

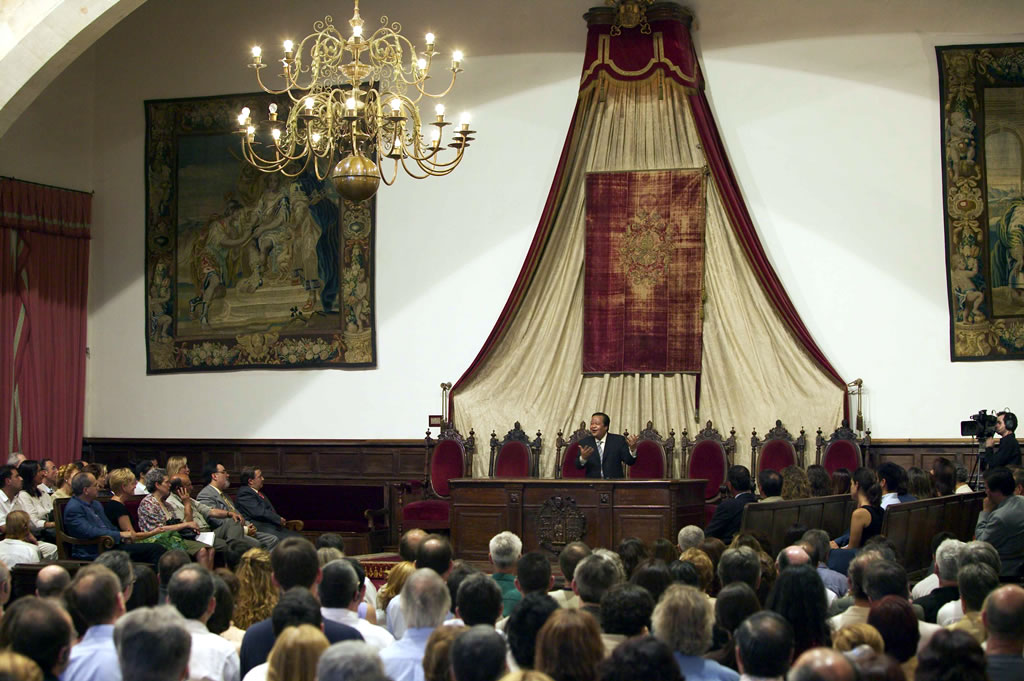
Prem Rawat spricht auf der ersten „Friedenskonferenz“ der Universität Salamanca (30. Juni 2003)

## Das „Wissen“
Um die Einführung in die Techniken des Wissens zu bekommen, muss der Schüler volljährig sein. Personen, die sich auf die Einführung in die Techniken des Wissens vorbereiten, werden Aspiranten genannt. Die Techniken werden nach entsprechender Vorbereitung durch einen insgesamt fünfstündigen Fernkurs (Schlüssel-DVDs Nr. 1–5) in Form einer speziellen Videopräsentation (Schlüssel-DVD Nr. 6) von Prem Rawat gelehrt. In den letzten Jahren wurden die „Schlüssel“ zunehmend durch ein kostenloses strukturiertes internetgestütztes Informationsprogramm ersetzt, das sich „PEAK“ nennt (Peace Education And Knowledge), welches ebenfalls am Ende eine Einführung in die Techniken des Wissens anbietet. Die „Schlüssel“ und „PEAK“ liegen auch in deutscher Übersetzung vor.
Die Vorbereitung sowie die Teilnahme an der Einführung und weiterführenden Schulungen seien frei. Der organisatorische Aufwand werde ausschließlich durch freiwillige Spenden finanziert.
Nach der Einführung sei die Person von nun an in der Lage, die vier Techniken des Wissens selbständig zu praktizieren.
Das Wissen (Knowledge) könne nach Prem Rawat durch regelmäßiges Praktizieren der vier von ihm gelehrten konzentrativen Techniken realisiert werden, deren Wirksamkeit sich allerdings erst durch das Zusammenspiel mit weiteren Bedingungen ergeben soll: Kontakt mit dem Lehrer durch Teilnahme (auch in Form von DVD, Webcast oder Podcast und Ähnlichem) an seinen Lehrveranstaltungen, ferner Partizipation (Unterstützung von Prem Rawats Projekten). Die Schüler sollen dadurch in einen lebenslangen Entwicklungsprozess mit dem Ziel der dauerhaften bewussten Erfahrung des Wissens geführt werden.

## Schüler und Schülerinnen
Zahlreiche erste Anhänger und Anhängerinnen kamen aus der Hippie-Bewegung der 1960er und 1970er Jahre und prägten das äußere Erscheinungsbild der Bewegung. Viele Elemente der äußeren Darstellung waren aus indischer Tradition übernommen worden. Von seinen damaligen Anhängern wurde der junge Prem Rawat in für westliche Augen problematischem Ausmaß verehrt.
Viele dieser anfänglich begeisterten Anhängerinnen und Anhänger aus der damaligen Gegenkultur sahen ihre häufig messianischen Erwartungen nicht erfüllt und zogen sich ab etwa Mitte der 70er Jahre zurück. Einige enttäuschte ehemalige Schüler und Schülerinnen organisierten sich später im Internet und begannen, Prem Rawats Arbeit zu bekämpfen.
Es wird geschätzt, dass Prem Rawat gegenwärtig Hunderttausende von praktizierenden Schülern und Schülerinnen weltweit betreut, die überwiegende Mehrzahl davon in Indien. Nach einer Pressemitteilung überstieg die Zahl neuer Schülerinnen und Schüler im Jahr 2004 erstmals die 50.000. Eine exakte Bestimmung der Gesamtzahl tatsächlich praktizierender Schüler und Schülerinnen ist schwierig, da es kaum formale Mitgliedschaftskriterien gibt. Die Einführung in die Lehre und in die Konzentrationstechniken geschieht seit 2005 hauptsächlich durch einen DVD-gestützten Fernlehrgang, genannt die Schlüssel, der am Ende die praktische Einführung in die Techniken des Wissens mit einschließt. Nach Angaben der Schlüssel-Information-Website haben 365.237 Menschen in 67 Ländern seit der Einrichtung der Schlüssel bis Mai 2008 auf diese Weise die Einführung in das Wissen erhalten.

## Rezeption
Die Reaktionen auf Prem Rawats Erscheinen außerhalb Indiens waren insbesondere in den Anfängen emotional polarisiert. Prem Rawats Botschaft wurde hinter der exotischen Oberfläche kaum ernsthaft wahrgenommen. In der westlichen Medienöffentlichkeit war die Reaktion dementsprechend eher oberflächlich und unernst. Typisches Beispiel ist die Berichterstattung und das Interview mit Prem Rawat in Der Spiegel vom 8. Oktober 1973. 1974 wurde unter dem Titel Lord of the Universe im US-amerikanischen Fernsehen ein dokumentarischer Bericht über das damals in den amerikanischen Unterhaltungsmedien viel beachtete „Millennium 73“-Festival in Houston, Texas, ausgestrahlt. Prem Rawat war zu diesem Zeitpunkt erst 15 Jahre alt und die Veranstaltung war von seinem ältesten Bruder Satpal („Bal Bhagwan Ji“) organisiert worden. Sie blieb hinter den organisatorischen und finanziellen Erwartungen zurück.
Im 21. Jahrhundert gab er einigen Fernsehsendern Interviews. Auf die Frage, wie er mit Kritik umgehe, äußerte sich Rawat in einem Fernseh-Interview in Taiwan 2014: „Was mich betrifft, so geht es mir im Leben nicht darum, Kritiker zu beschwichtigen, sondern den Menschen die Friedensbotschaft zu bringen.[…] Wenn man das tut, was ich seit über fünf Jahrzehnten getan habe, dann wird man kritisiert.[…] Leute sagten: ‚Es wird vorbeigehen.‘ Nun, wie wäre es mit 52 Jahren! Und ich bin immer noch voll dabei, weil es um meine Überzeugung geht. Und meine Überzeugung ist: Frieden ist möglich. Und ich werde alles tun, was ich tun muss, weil es mir wichtig ist, dass die Menschen diesen Frieden in ihrem Leben finden.“

## Die Prem Rawat Stiftung (TPRF, The Prem Rawat Foundation)

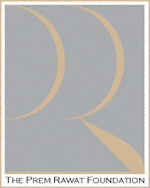
Logo der Stiftung

Mehr Information zu diesem Thema in: The Prem Rawat Foundation
Die gemeinnützige Stiftung „The Prem Rawat Foundation“ (TPRF) wurde 2001 in den USA gegründet, mit dem Ziel, Prem Rawats Vorträge, Ansprachen, Schrifttum, Kunst, Musik und öffentliche Foren kulturübergreifend zu verbreiten. Unabhängig davon ist die Stiftung anderen wohltätigen, sozialen oder philanthropischen Organisationen behilflich, deren Ziele mit Prem Rawats Anliegen vereinbar sind, oder führt selbst derartige Projekte an. Der Schwerpunkt liegt dabei auf Hilfsleistungen für Menschen in abgelegenen, ländlichen Gebieten, die von großen humanitären Organisationen zu Gunsten der Ballungsräume leicht übersehen werden. TPRF hat eine Reihe von Hilfsprojekten ins Leben gerufen, welche die Lebensumstände bedürftiger Menschen verbessern sollen.
Die Stiftung ist Mitglied der Better Business Bureau's Wise Giving Alliance und unterliegt der entsprechenden Rechenschaftspflicht hinsichtlich Gemeinnützigkeit.

## Persönliches
Prem Rawat ist seit 1977 US-amerikanischer Staatsbürger und lebt mit seiner Frau und den vier erwachsenen Kindern in Malibu, Kalifornien. Er hat vier Enkel. Er besitzt Fluglizenzen für eine Reihe von Hubschrauber- und Flugzeugtypen und ist ein erfahrener Pilot mit 14.000 Flugstunden. Sein Lebenslauf enthält Beiträge in Computergraphik, computergestütztem Design und Entwicklung von Software für die Luftfahrt. Er wird als Miterfinder einer in den USA patentierten Weltzeit-Fliegeruhr genannt. Eigenen Angaben zufolge unterhält er sich und seine Familie aus Investitionen in erfolgreiche Firmengründungen, einschließlich im Bereich Software.
Rawat bietet im Internet eigene Produktionen von Musik und Fotografie an.

## Bibliographie
- „Hear Yourself – Inneren Frieden finden in einer lauten Welt“ Hörbuch. 17. August 2022, Argon Digital, EAN 978-3732405916
- „Hear Yourself – Inneren Frieden finden in einer lauten Welt“ Piper, 30. Juni 2022, ISBN 978-3-492-07102-4
- „Hear Yourself – How to find peace in a noisy world“  Harper One, 30. September 2021, ISBN 978-0-06-307074-5
- „Apprendre à s’écouter – Comment trouver la paix dans la bruit du monde“ Hrsg. POINTS, 1. April 2021, ISBN 978-2-7578-8667-0
- „Escùchate – Encuentra la pazt en un mondo ruidoso“ Aguilar, 13. Februar 2020, ISBN 978-84-03-52166-7
- „Impara Ad Ascoltari – Capire se stressi oltre il rumore del mondo“ Rizzoli, 5. Sep. 2020,  ISBN 978-88-17-14649-4
- „Cuando el desierto florece – El libro que hace brotar tu sonorisa interior“ Penguin Random House 31. Juli 2018, ISBN 978-84-03-51620-5
- „Peace Is Possible: Thoughts on happiness, success and relationship for a deeper understanding of life“ Penguin, 6. Juni 2019, ISBN 978-0-241-38544-9
- „Quando il deserto fiorisce – Il libro che farà abbociare il tuo sorriso interior“ Varia, 16. Juli 2019, ISBN 978-88-17-10539-2
- „Der Papagei, der alles wusste und nichts konnte – Weisheiten, die glücklich machen“ Gütersloher Verlagshaus, 5. März 2018, ISBN 978-3-579-08703-0
- „Splitting The Arrow – Understanding the Business of Life“ Hrsg. BUNYA LLC 2015, ISBN 978-4-907298-01-2
- „The Greatest Truth Of All“ CreateSpace Independent Publishing Platform, 2012, ISBN 978-1-4810-2887-5